# The Slickers
The Slickers var en jamaicansk rocksteady- och reggaegrupp som var verksam från slutet av 1960-talet fram till 1978. De är mest kända för låten "Johnny Too Bad" (1970), som är något av en reggaeklassiker som artister från hela världen gjort coverversioner av: UB40, Taj Mahal, Jimmy Cliff, Bunny Wailer, Dennis Brown, John Martyn, Georgie Fame, Steve Earle, Vishwa Mohan Bhatt, Klasse Kriminale, Blake Tartare, The Lords of the New Church, Subb, N. Ravikiran  och svenska Dag Vag ("Johnny Du E Rå") plus hundratals mindre eller fullständigt okända band. The Slickers förstaversion av låten fanns med på soundtracket till Jamaicas första långfilm The Harder They Come (1972) med reggaelegenden Jimmy Cliff i huvudrollen. 
Gruppen bildades av Derrick Crooks från den avsevärt mer kända gruppen The Pioneers, hans bror Sydney Crooks och Winston Bailey runt 1965. Andra bandmedlemmar var bl.a. Roy Beckford, George Dekker, men The Slickers tycks ha varit Derrick Crooks eget projekt, och olika artister plockades in vid olika tillfällen från bl.a. The Pioneers och The Reggae Boys.  Det var under 1960- och 1970-talen vanligt att sångare och musiker lurades på upphovsrätt och royalties av skivbolagen och deras producenter, och detta ledde i sin tur till att artisterna bytte namn för att komma undan kontraktsklausuler. The Slickers första singel, "Nana" spelades egentligen in av The Pioneers under namnet "Johnny Melody & The Slickers", och låter i högsta grad som en Pioneers-låt 
En ung sångare vid namn Abraham Green (som senare konverterade till rastafari och kallade sig Ras Abraham) anses vara förstesångare vid inspelningen av "Johnny Too Bad" 1971. Producent var Byron Lee, och låten skrevs av Derrick Crooks, Roy Beckford, Winston Bailey samt Delroy Wilson eller dennes bror Trevor Wilson. Det finns även en version av "Johnny Too Bad" med samma artister som är producerad av Lee "Scratch" Perry.  
Det LP-album som släpptes av The Slickers 1976 innehöll nästan bara tolkningar av andra artisters låtar: "Get Up Stand Up", "I Shot The Sheriff", "Ob La Di Ob La Da", "Many Rivers To Cross", "Swing High Swing Low", "Hang On Snoopy", m.fl.  
En fullständig biografi för gruppen Slickers är svår att ge på grund av de många olika konstellationerna av bandet som turnerade i Europa och USA under 1970-talet. De släppte enstaka singlar och två LP-skivor, och efter 1978 förefaller det som om bandet har avvecklats.

## Diskografi
Viktigare singlar
- 1968 – "Nana"
- 1970 – "Johnny Too Bad" (producerad av Lee "Scratch" Perry)
- 1971 – "Johnny Too Bad" (producerad av Byron Lee)
- 1971 – "Fussing And Fighting" / "The Man I Should Be"
- 1971 – "What Do You Fall In Love For" / "Two Much"

Studioalbum
- 1976 – Many Rivers To Cross (Klik)
- 1979 – Breakthrough (Tad's Record), CD-version 2007 (Tad's Record)[3]